# Syngonanthus pulchellus
Syngonanthus pulchellus là một loài thực vật có hoa trong họ Eriocaulaceae. Loài này được Moldenke miêu tả khoa học đầu tiên năm 1973.